# کم (شهر)
شهر کم (به روسی: Кемь) در کشور روسیه و در جمهوری کارلیا واقع شده‌است.